# Chaerophyllum reflexum
Chaerophyllum reflexum là một loài thực vật có hoa trong họ Hoa tán. Loài này được Aitch. mô tả khoa học đầu tiên năm 1881.